# S/2003 J 12
S/2003 J 12是环绕木星运行的一颗卫星，是已知最小的一顆衛星。它在2003年被由斯科特·谢泼德領導的夏威夷大學一個天文小組發現。

## 概述
S/2003 J 12的直徑約1公里，公轉軌道的平均半徑為17.883 Gm，公轉周期489.72日，軌道傾角143°，軌道離心率為0.492。